# Wyciąg towarowy
Wyciąg towarowy – to dźwignica składająca się z podstawy ładunkowej prowadzonej w pochyłych prowadnicach przystosowana do pochyłego przemieszczania ładunków z pomocą cięgników linowych bądź łańcuchowych. Ze względu na zastosowany rodzaj cięgnika wyróżnia się wyciągi towarowe linowe oraz łańcuchowe.